# 伊蓮·瑪蕾
伊蓮·瑪蕾（英語：Elaine Marley）是由電子遊戲製作人羅恩·吉伯特所創造、LucasArts公司發行的《猴島小英雄》冒險遊戲系列女主角。

## 作品中的描述
伊蓮·瑪蕾於《猴島小英雄》系列首作《猴島的秘密》登場，她的身份為加勒比海混亂島（Melee Island）上廣受信賴的領主。而她不時被擁有強大魔力的鬼船長「老查克」所騷擾，因老查克迷戀伊蓮的魅力、並期望能作為她的新郎。
隨後某日混亂島上出現一名要立志成為海盜的青年「蓋伯拉許·崔普伍德」，之後伊蓮因受到蓋伯拉許的注意；他們之間逐漸開始交往起來，但也引起老查克的妒火。而在《猴島小英雄》系列中，皆不時穿插蓋伯拉許為了防止老查克奪取伊蓮、而互相對抗的戲碼。

## 角色設計
在伊蓮·瑪蕾被正式塑造前，《猴島的秘密》遊戲創造者羅恩·吉伯特想在遊戲中安排一個性格冷酷的小島領主角色，之後協助作品創作的戴文·葛羅斯曼從電影《畢業生》裡關於婚禮一段的情節上獲得靈感，提出將此領主命名為「伊蓮」的女性、而她必須被迫與遊戲中反叛人物老查克船長結婚；之後這場婚禮會被遊戲主角蓋伯拉許·崔普伍德給中途闖入的點子。後續羅恩·吉伯特接受戴文·葛羅斯曼的提議，並將此角色逐步修改成一名女性島上領主；且為蓋伯拉許的心儀對象。
最初在《猴島的秘密》中一些出現關於伊蓮·瑪蕾臉部特寫的畫面，是由羅恩·吉伯特的遊戲美工同事艾薇兒·哈里森（Avril Harrison）作為模特兒。但事後羅恩·吉伯特對於那些臉部特寫的畫面感到困惑，並表示著「雖然那些畫面都畫得很棒，但我還是不認為這種風格特寫畫面適合放在這款遊戲」。事後2009年《猴島的秘密》重製版本也將當時臉部特寫畫面的畫風給改過。
1997年《猴島小英雄》系列第三作《猴島的詛咒》遊戲結尾中，伊蓮與蓋伯拉許正式結為夫妻。因當時羅恩·吉伯特已離開LucasArt、未參與《猴島的詛咒》作品開發，而他對於伊蓮與蓋伯拉許結婚作為結局一事不能認同；反應著「對於伊蓮來說，她只會將蓋伯拉許當成小弟弟來看待，她不應該會想與他結婚的」，並表示他個人另有一套關於《猴島小英雄》續作的靈感。

## 配音
扣除在2000年作品《猴島小英雄 逃離猴島》由查麗汀·詹姆斯（Charity James）擔任外；伊蓮的角色配音全由曾在電影《春風化雨1996》演出的女演員亞歷山德拉·博伊德負責。而亞歷山德拉曾表示她能有機會參與這份配音職務是因先前與《猴島的詛咒》配音製作人達拉赫·歐法雷拉（Darragh O'Farrell）有合作關係，另外曾開玩笑表示「或許也是因為我與伊蓮的髮色一樣才能接洽這份事務」。
在往後《猴島小英雄》作品配音過程中，亞歷山德拉也提及「能在遊戲中對蓋伯拉許與老查克大吼大叫是一件很有趣的事」，與「伊蓮會願意照料、與比她沒擔當的蓋伯拉許交往，也許是因為伊蓮喜歡是主動的一方」。

## 反應
網站GameSpot將伊蓮列為遊戲史上十大女性角色之一，表示著「伊蓮在作品系列中擔任非典型的『被英雄救美的一方』，很多情況下都是她靠自身脫困」。英國電子遊戲網站Eurogamer將《猴島小英雄》系列第四作《猴島小英雄 逃離猴島》裡登場的伊蓮給予2001年最佳女性電子遊戲配色榮譽，並評論「身為島上領主的伊蓮；很樂在享受、應用她的聲勢與威望，從她跟蓋伯拉許身上穿的褲子差別就看得出來」，後續Eurogamer也對系列第五作《猴島傳說》中伊蓮的造型給予肯定。